# Convention on International Trade in Endangered Species of Wild Fauna and Flora
De Convention on International Trade in Endangered Species of Wild Fauna and Flora (CITES), oftewel "Overeenkomst inzake de internationale handel in bedreigde in het wild levende dier- en plantensoorten", is een internationale overeenkomst over de handel in dieren en planten. Het heeft als doel de handel in beschermde dier- en plantensoorten in kaart te brengen. Dit wordt gedaan door een systeem van in- en uitvoervergunningen.
De overeenkomst, die uit 1975 stamt, is anno 2016 door 183 landen ondertekend. Het verdrag kent verschillende niveaus van bescherming voor de soorten die zijn opgenomen in de appendixes van het verdrag:
1. Er worden geen soorten meer uit het wild gehaald om te worden uitgevoerd als de soort met uitsterven bedreigd wordt. Een paar voorbeelden: walvissen en dolfijnen, de olifant, neushoorns, veel soorten apen, tijgers, veel soorten papegaaien, schildpadden, hagedissen, Agave parviflora, Aloe rauhii en Vanda coerulea. Deze soorten zijn opgenomen in Bijlage I van CITES.
2. Veel soorten mogen alleen nog maar worden uitgevoerd als hier een CITES-vergunning voor is verleend. Het gaat dan bijvoorbeeld om roofdieren en krokodillen, alle reuzenslangen, een aantal schelpdieren, veel soorten koraal en de succulenten Didierea madagascariensis en Didierea trollii van Madagaskar. Door wetenschappers wordt steeds bekeken of er nog vergunningen verleend kunnen worden. Deze soorten zijn opgenomen in Bijlage II van CITES.
3. CITES kent ook een Bijlage III. Daarin zijn soorten opgenomen, waarvan het land, waar zo'n soort voorkomt, het belangrijk vindt dat de uitvoer in de gaten wordt gehouden en hierbij de hulp van andere landen vraagt.

Niet alleen de levende dieren en planten van de aangewezen soorten zijn beschermd, maar ook producten als eieren, veren, wortels of hout vallen onder de bescherming.
CITES heeft alleen betrekking op de (internationale) handel in beschermde soorten, en niet op bescherming ter plaatse. De landen die bij het CITES verdrag zijn aangesloten zijn wel verplicht om nationale wetgeving te maken die de bescherming van de in het wild levende beschermde soorten beschermen. In Nederland is dit de Wet natuurbescherming.
Op de bijlagen van het CITES verdrag zijn alleen soorten opgenomen die door handel in hun voortbestaan worden bedreigd. Deze lijsten komen dus in veel gevallen niet overeen met de IUCN Red List. Een (sterk) bedreigde diersoort is dus niet per definitie een (streng) beschermde diersoort.

## CITES in Europa
In Europa zijn de bepalingen uit het CITES Verdrag verwerkt in Europese Verordening (EG) nr. 338/97 (De Basisverordening). Dit verdrag kent vier bijlagen met soorten, bijlage A tot en met D, waarbij de soorten opgenomen A het strengst beschermd zijn. De Bijlagen van de Basisverordening komen grotendeels overeen met de Appendixes van het CITES verdrag, maar voor een aantal soorten geldt dat ze strenger beschermd zijn onder de Europese Verordening. Ook is de Basisverordening strenger dan het verdrag waar het gaat om invoer van dieren, planten of producten van beschermde soorten. Voor soorten opgenomen op Bijlage A en Bijlage B is in veel gevallen een CITES invoervergunning nodig.
Ook is er een systeem is gemaakt om de handel in soorten genoemd op Bijlage A van de Basisverordening binnen de Europese Unie in kaart te brengen. Dit gaat via EU-certificaten, die afgegeven dienen te zijn voordat een overdracht van een dier, plant of product van een op Bijlage A opgenomen soort plaatsvindt.

## CITES in Nederland
In Nederland gelden de bepalingen van de Basisverordening. Daarnaast geldt er een bezitsverbod voor beschermde dier- en plantensoorten. Als de bepalingen uit de Basisverordening en aanvullende verordeningen aantoonbaar worden nageleefd, geldt er in veel gevallen een vrijstelling van dit bezitsverbod. Dit betekent dat voor alle soorten die zijn opgenomen op de bijlagen van de Basisverordening de legale herkomst moet kunnen worden aangetoond (bijvoorbeeld door aan te geven wie de kweker is of aan te geven met welke CITES invoervergunning de dieren, planten of producten zijn ingevoerd). Voor dieren, planten of producten van op bijlage A opgenomen soorten die zijn overgedragen door de kweker / de invoerder geldt dat dit met een geldig EU-certificaat moet zijn gebeurd.
In Nederland worden EU-certificaten en CITES in- en uitvoervergunningen afgegeven door de Nederlandse CITES Management Autoriteit, een onderdeel van de Rijksdienst voor Ondernemend Nederland.

## CITES in België
In België is zijn de EU-verordeningen 338/97 en 865/06 van toepassing net als in de rest van de Europese Unie. In België wordt deze aangevuld door de nationale CITES-wetgeving van 28 juli 1981 en het koninklijk besluit van 9 april 2003.
De nationale wetgeving bepaalt onder meer de diensten die controleren op de toepassing van de CITES-wetgeving; Douane, Politie, FOD Volksgezondheid en het FAVV. De sancties voor de overtreding van de CITES-wetgeving, die kunnen oplopen tot 5 jaar gevangenisstraf en een boete tot 50.000 euro, zijn ook opgenomen in deze wetgeving.
Het CITES-beheersorgaan ressorteert in België onder de FOD Volksgezondheid. Zij leveren naast onder andere invoer- en uitvoervergunningen af ook informatie aan particulieren en opleidingen aan de controlediensten.